# Xylosma velutina
Xylosma velutina là một loài thực vật có hoa trong họ Liễu. Loài này được (Tul.) Triana & H. Karst. miêu tả khoa học đầu tiên năm 1858.